# Huracán de Galveston (1900)
El Huracán de 1900 tocó tierra el 8 de septiembre de 1900 en la ciudad de Galveston, Texas, EE. UU.. Se estima que sus vientos alcanzaron los 215 km/h en el momento de tocar tierra, o sea, de categoría 4 en la Escala de Huracanes de Saffir-Simpson.
Este ciclón tropical causó gran pérdida de vidas, con cifras estimadas de entre 6.000 y 12.000 víctimas aunque el número que se maneja en reportes oficiales es de unos 8.000, lo que la convierte en la tercera mayor tormenta tropical del Atlántico por su número de víctimas, después del Gran Huracán de 1780 y el Huracán Mitch de 1998. El huracán de Galveston de 1900 es hasta el día de hoy el desastre natural más mortal que ha azotado los Estados Unidos, mientras que el segundo y tercero más mortales lo fueron el Huracán Okeechobee de 1928, con aproximadamente 2.800 víctimas y el Huracán Katrina de 2005 que causó la muerte de unas 1.800 personas.
El huracán ocurrió antes de instituirse la práctica de asignar nombres oficiales a las tormentas tropicales y, por tanto, se utilizaron una serie de nombres para referirse a él: el Gran Huracán de Galveston, la Inundación de Galveston. Los habitantes del área de Galveston le llamaron la Gran Tormenta o la Tormenta de 1900.

## Historia meteorológica

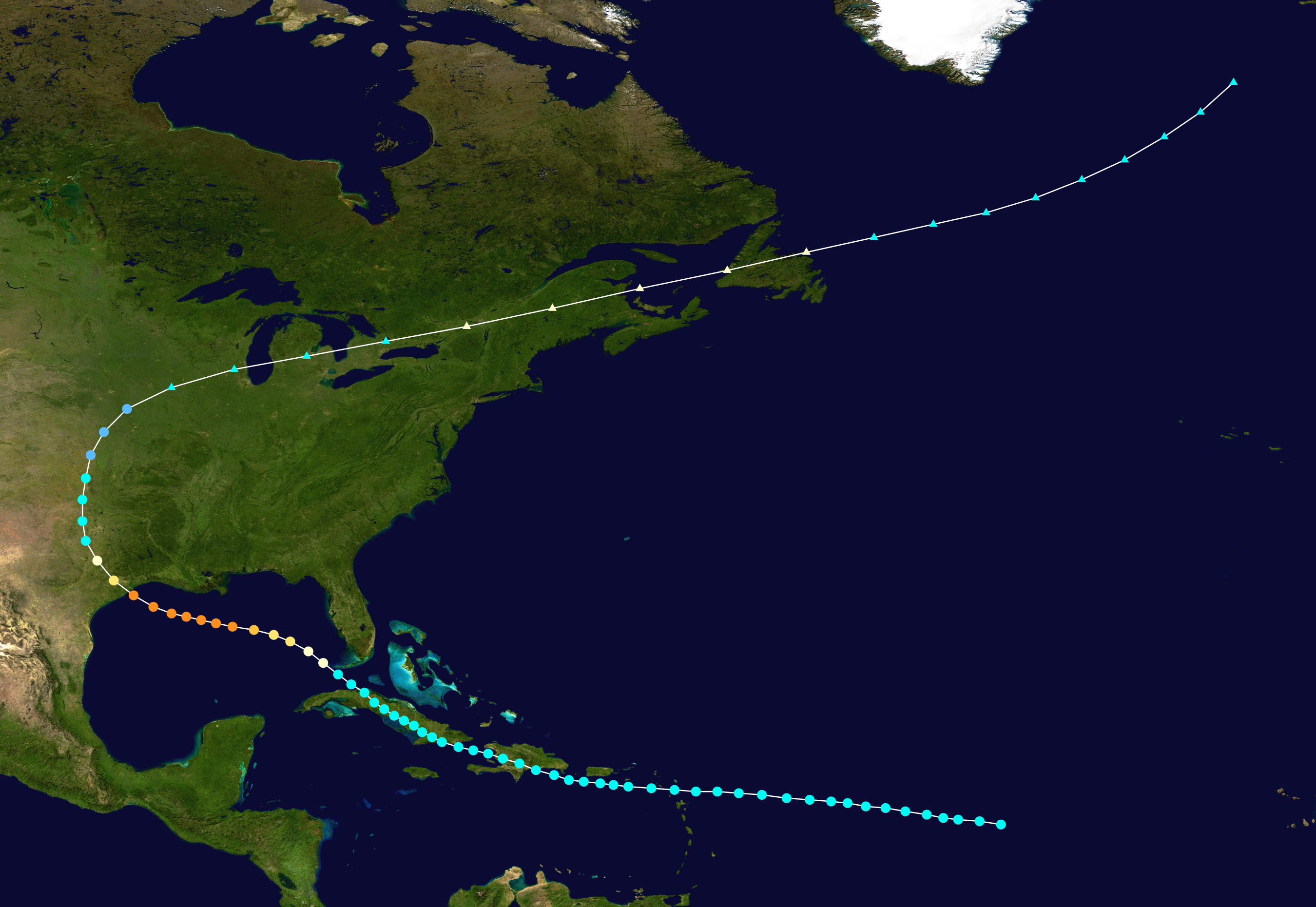
Trayectoria del huracán siguiendo la Escala de huracanes de Saffir-Simpson

Los orígenes de la tormenta son inciertos debido a la limitada capacidad de observación que se tenía hacia fines del siglo XIX. Con la telegrafía sin hilos aún en su infancia, las únicas herramientas confiables para la observación de huracanes en el mar eran los informes de los barcos, a los que solo se accedía cuando estos llegaban a puerto. Se cree que la tormenta de 1900, como muchos otros huracanes intensos del océano Atlántico, pudo haber comenzado como un huracán de tipo Cabo Verde: una onda tropical moviéndose hacia el Este desde la costa occidental de África. El primer avistamiento oficial del sistema precursor del huracán ocurrió el 27 de agosto, a unos 1.600 km al este de las Islas de Barlovento, cuando un barco registra un área de “tiempo inestable”. La tormenta pasó por las Islas de Sotavento el 30 de agosto, probablemente como tormenta tropical, como lo indican reportes barométricos de Antigua.
Tres días más tarde, Antigua reportaba el paso de una grave tormenta eléctrica, seguida de calma húmeda y cálida, lo que a menudo ocurre luego del paso de un ciclón tropical. Para el 1 de septiembre, observadores de la Oficina Meteorológica de los EE. UU. reportaban “una tormenta de intensidad moderada (no un huracán)” al sureste de Cuba. Desplazándose hacia el oeste, la tormenta tocó tierra en la costa suroccidental de la isla el 3 de septiembre, dejando intensas lluvias. El 5 de septiembre emergió hacia el estrecho de Florida como una tormenta tropical o un huracán débil.

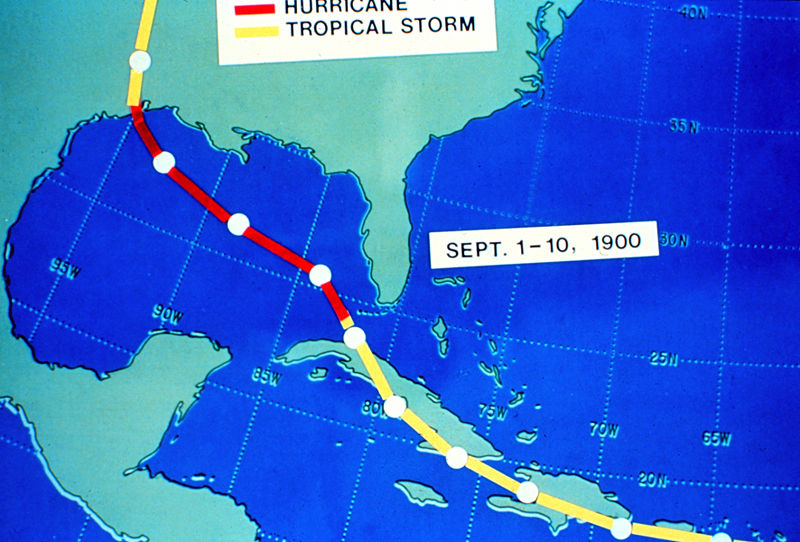
Trayectoria del huracán entre 1–10 de septiembre de 1900.

El día 6 de septiembre se informó que la tormenta se encontraba al norte de Cayo Hueso y en la madrugada del día siguiente, la Oficina Meteorológica de Nueva Orleans, Luisiana, emitió un reporte de fuertes daños a lo largo de las costas de Luisiana y Misisipi. Los detalles no eran muy amplios ya que el daño en las líneas telegráficas limitaba la comunicación. La sede central de la Oficina Meteorológica en Washington D. C. ordenó la emisión de alertas de tormenta para la costa desde Pensacola, Florida a Galveston. Para la tarde del día 7, grandes olas del Sureste se observaban ya en el golfo de México y nubes en todas las alturas comenzaron a llegar por el Noreste: ambas observaciones consistentes con la llegada de un huracán por el Este. La Oficina Meteorológica de Galveston izó banderas cuadradas dobles: estaba en efecto una advertencia de huracán. El barco Louisiana se encontró con el huracán a las 13:00 horas, después de haber partido del puerto de Nueva Orleans ese día. El capitán Halsey estimó vientos de 160 km/h, lo que corresponde a un huracán de categoría 2 EHSS.
Temprano en la tarde se levantó un firme viento del Noreste. A las 17:00 h, la Oficina Meteorológica registraba vientos sostenidos con fuerza de huracán. Esa misma noche, la dirección del viento cambió hacia el Este y luego hacia el Sureste a medida que el ojo comenzaba a desplazarse sobre la isla. Para las 23:00 h, el viento soplaba del Sur, disminuyendo. A la mañana del domingo 9, una brisa de 36 km/h y un cielo claro saludaba a los sobrevivientes de Galveston. La tormenta continuó su trayectoria tierra adentro hacia Oklahoma, luego hacia los Grandes Lagos, mientras seguía registrando vientos de casi 65 km/h al pasar por Milwaukee, Wisconsin. Pasó al norte de la ciudad de Halifax, Nueva Escocia en la costa este de Canadá el 12 de septiembre. De allí, siguió hacia el Atlántico norte donde se disipó luego de diezmar la flota de goletas pesqueras cerca de la costa de Terranova y Labrador, Canadá.

## Antecedentes

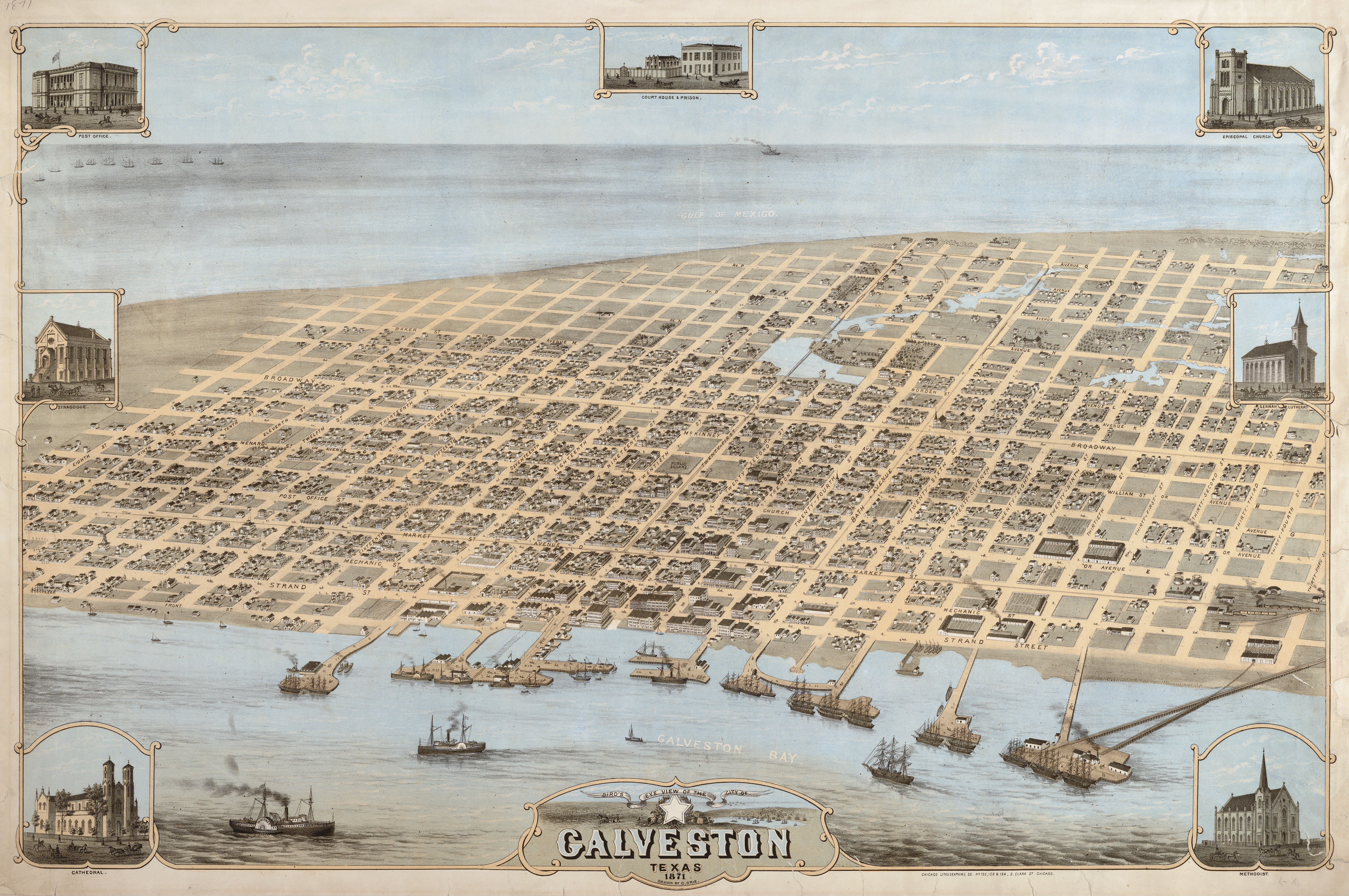
Galveston en 1871

Hacia fines del siglo XIX, la ciudad de Galveston, Texas constituía una floreciente población de 42.000 residentes. Su posición en el puerto natural de la bahía de Galveston en el golfo de México la hacía el mayor centro comercial y ciudad principal del estado de Texas. La prosperidad llevaba a cierto sentido de complacencia.
Un cuarto de siglo antes, el pueblo cercano de Indianola, Texas sobre la bahía de Matagorda, vivía su propio auge y secundaba a Galveston entre las ciudades portuarias texanas. Luego, en septiembre de 1875 un poderoso huracán categoría 3 EHSS
destruyó las tres cuartas partes de la ciudad. Indianola fue reconstruida, aunque con la llegada de otro huracán en 1886, éste de categoría 4 EHSS, la población simplemente se rindió y abandonó el lugar. Muchos residentes de Galveston tomaron la destrucción de la vecina Indianola como una lección sobre la gran amenaza representada por los huracanes. Más que una barra arenosa paralela a la costa del Golfo, Galveston era una isla muy plana y baja. Muchos propusieron la construcción de un rompeolas que protegiera la ciudad pero fueron desoídos por la mayoría de la población y por el gobierno local.
Desde su fundación oficial en 1839, Galveston había soportado numerosas tormentas, todas sorteadas con facilidad. Los habitantes creían que las tormentas futuras no serían peores que las anteriores. A los efectos de proporcionar una declaración oficial sobre esta amenaza, Isaac Cline, director de la Oficina Meteorológica de Galveston, en un artículo del Galveston Daily News, escribía en 1891 que no se necesitaba un rompeolas para proteger la ciudad y que además, era imposible que un huracán de intensidad significativa golpeara la ciudad.
El rompeolas no se construyó y las actividades propias del desarrollo en la isla incrementaron activamente su vulnerabilidad a las tormentas. Las dunas arenosas a lo largo de la costa fueron reducidas para rellenar áreas bajas de la ciudad, mermando así la pequeña barrera que separaba la ciudad del golfo de México.

## Preparativos
El día 4 de septiembre la oficina en Galveston del Departamento de Meteorología de los Estados Unidos comenzó a recibir advertencias desde las oficinas centrales en Washington D. C. sobre una "tormenta tropical" que se movía hacia el Norte sobre Cuba. Los pronosticadores de entonces, no tenían forma de saber dónde se encontraba exactamente la tormenta o hacia dónde se dirigía. Por esas fechas, se evitaba el uso de términos tales como tornado o huracán para evitar que cundiera el pánico entre los habitantes de las zonas por donde se desplazaría cualquier tormenta. Las condiciones en el golfo de México estaban dadas para que la tormenta se intensificara. Se había visto poca nubosidad en el Golfo durante varias semanas y el mar estaba cálido, de acuerdo a un reporte de entonces. Para un sistema que se alimenta de humedad, las aguas del Golfo eran suficientes para lanzar una tormenta tropical a la categoría de huracán en unos pocos días, con una probable intensificación adicional.

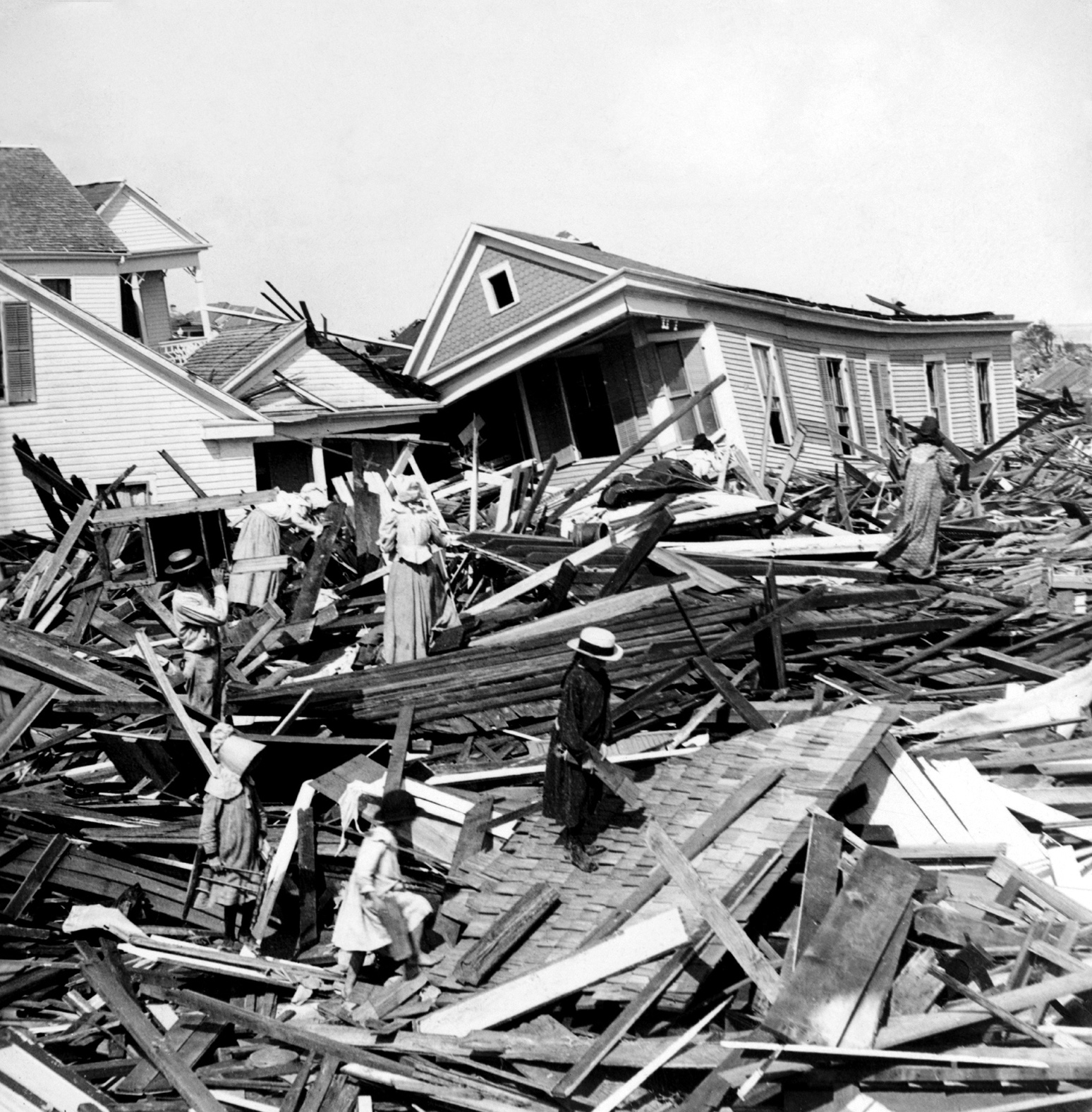
Supervivientes hurgando entre los escombros de las casas destruidas.

Los pronosticadores de la Oficina Meteorológica creían que el sistema se desplazaría hacia el Noreste y que afectaría la costa atlántica central. “Para ellos, la tormenta parecía haber comenzado una recurvatura que la llevaría primero a Florida, luego al Noreste, conduciéndola hacia la salida final al océano Atlántico”. Los predictores cubanos discrepaban, argumentando que el huracán continuaría hacia el Oeste. Uno de ellos incluso predijo que el huracán seguiría hacia el centro de Texas, cerca de San Antonio. Temprano a la mañana siguiente, el oleaje aumentaba, aunque sólo había cielos parcialmente nublados. Debido principalmente al buen tiempo, pocos residentes prestaron oídos a la advertencia. Unos pocos se evacuaron hacia tierra firme y la mayoría de la población se mostraba despreocupada frente a las nubes de lluvia que empezaron a cubrir el cielo hacia el final de la mañana.
Isaac Cline alegó haberse encargado personalmente de recorrer la costa y otras áreas bajas alertando a la gente de la proximidad de la tormenta. Sin embargo, este hecho ha sido cuestionado recientemente ya que ningún sobreviviente corroboró jamás su relato. El papel de Cline en el desastre ha sido objeto de controversias. Quienes apoyan a Cline argumentan que él emitió una advertencia de huracán, incluso sin el permiso de la Oficina Meteorológica; sus detractores (incluyendo al autor Erik Larson) señalan la insistencia de Cline en que el rompeolas era innecesario y su creencia de que un intenso huracán no llegaría nunca a golpear la isla.

## Impacto

### Texas

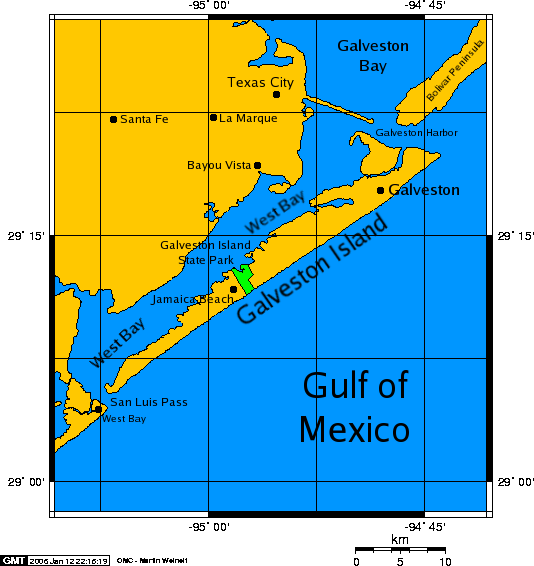
Mapa de la Isla de Galveston.

El primer tren que llegó a Galveston partió de Houston en la mañana del día 8 a las 9:45 h, encontrando las vías férreas barridas por las aguas. Los pasajeros se vieron obligados a trasbordar a un tren de emergencia que operaba sobre vías paralelas para poder completar su viaje. Aun así, los escombros sobre las líneas hicieron el avance muy lento. Los 95 pasajeros oriundos de Beaumont llegaron a la península Bolívar a esperar el ferry que los llevaría, a ellos y al tren, hasta la isla. A su arribo, encontraron que el capitán del ferry se veía impedido de atracar debido a la marejada. El tren intentó volver pero las aguas, que se elevaban, bloquearon su camino.
Diez refugiados del tren de Beaumont buscaron abrigo en el faro de Point Bolívar junto con 200 residentes de Port Bolívar, Texas, que ya se encontraban allí. Los 85 que se quedaron en el tren murieron cuando la marejada sobrepasó la altura del tren.

### Galveston
El huracán cambió definitivamente a Galveston, que nunca volvió a ser lo que había sido antes, y perdió importancia como puerto y centro económico.
En la época de la tormenta de 1900, el punto más alto de la ciudad de Galveston estaba a sólo 2,7 m s. n. m. El huracán trajo consigo una marejada ciclónica de 4,6 m, que barrió toda la isla.

First news from Galveston just received by train which could get no closer to the bay shore than six miles where Prairie was strewn with debris and dead bodies. About 200 corpses counted from train. Large Steamship stranded two miles inland. Nothing could be seen of Galveston. Loss of life and property undoubtedly most appalling. Weather clear and bright here with gentle southeast wind.
Primeras noticias desde Galveston recibidas por tren que no pudo acercarse a costa de bahía sino hasta seis millas de Prairie con escombros y cuerpos diseminados. Unos 200 cadáveres contados desde tren. Vapor grande encallado dos millas tierra adentro. Nada pudo verse de Galveston. Pérdida de vidas y propiedad sin dudas espantosa. Aquí, tiempo claro y despejado con brisa del sureste.
G.L. Vaughan
Gerente, Western Union, Houston,
en un telegrama al Jefe de la Oficina Meteorológica de E.U.

La marejada derribó edificios sacándolos de sus cimientos y las olas los derruyeron. Más de 3.600 hogares fueron destruidos y frente a la playa había una pared de escombros. Los pocos edificios que permanecieron en pie, mayormente sólidas mansiones y casas construidas a lo largo del Distrito Strand, se mantienen hoy día como atracciones turísticas.

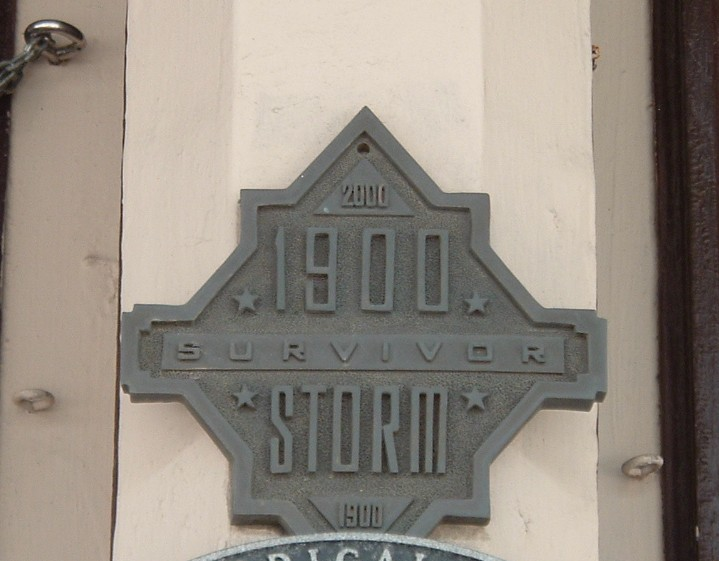
Placa en el Strand, centro de Galveston, indicando un edificio que sobrevivió al huracán de 1900.

La mayor velocidad del viento medida fue de 160 km/h, justo después de las 18:00 h. Sin embargo, el anemómetro de la Oficina Meteorológica fue arrancado por el viento poco después de tomada esta medida. El ojo pasó sobre la ciudad alrededor de las 20:00 h. Se estimó por entonces que los vientos máximos habían alcanzado los 190 km/h, aunque estimaciones posteriores situaron al huracán dentro de la categoría 4 de la Escala de huracanes de Saffir-Simpson. La presión mínima registrada fue de 964,4 hPa, considerada en el momento como errónea por ser tan baja. Estimaciones posteriores ubicaron la presión central de la tormenta en 930,9 hPa, aunque esto fue ajustado a la presión mínima registrada oficial de 935,7 hPa.
Tan grave como el daño a los edificios de la ciudad lo fue el costo en vidas humanas. Debido a los daños graves en los puentes hacia tierra firme y en las líneas telegráficas, ninguna noticia de la destrucción de la ciudad llegó al continente. A las 11:00  del día 9, el Pherabe, uno de los pocos barcos que sobrevivió en un amarradero de Galveston, llegó a Texas City en el lado oeste de la bahía de Galveston. Traía mensajeros que, desde Houston, enviaron un corto mensaje al gobernador de Texas Joseph D. Sayers y al presidente William McKinley de los EE. UU.: «El alcalde y la comisión de ciudadanos de Galveston me han encomendado informar a Ud(s) que la ciudad de Galveston se encuentra en ruinas». El mensaje reportaba un estimado de 500 muertes. En su momento, esto se consideró una exageración.
Los habitantes de Houston tuvieron noticia del azote del huracán y se alistaron para prestar ayuda. Casi inmediatamente, partieron obreros en ferrocarril y barco hacia la isla. Al llegar, los rescatistas encontraron la ciudad completamente destruida. Se cree que unas 8.000 personas -20% de la población isleña- perdieron sus vidas. Las estimaciones oscilan entre 6.000 y 12.000. La mayoría de las víctimas se ahogaron o fueron aplastadas por los escombros de lo que hasta unas horas antes había sido sus casas. Muchos sobrevivieron la tormenta en sí misma, pero murieron luego de varios días atrapados entre los restos derruidos de la ciudad ante la imposibilidad de los rescatistas de llegar a ellos. Estos últimos podían oír los gritos de los sobrevivientes mientras intentaban rescatar a los que podían de entre los escombros. Además, unos 30.000 quedaron sin hogar.

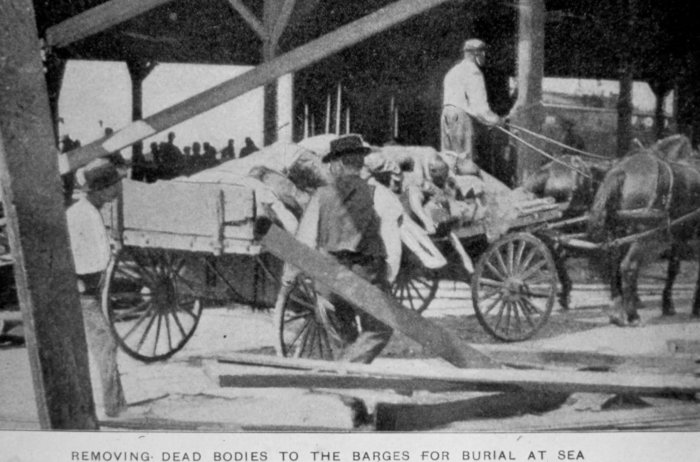
Hubo tantos muertos que los cadáveres se apilaban en carros para ser lanzados al mar.

Los cuerpos fueron tan numerosos que enterrarlos a todos era imposible. Inicialmente, se lanzaron al mar, pero la fuerza de las corrientes los devolvía a la playa, por lo que se necesitaba una solución. Durante semanas después de la tormenta, se instalaron piras funerarias conforme se iban encontrando cuerpos. Las autoridades incluso suministraban whisky gratuitamente a los equipos de trabajo, cuyos miembros muchas veces tenían que lanzar al fuego los cadáveres de sus propios cónyuges e hijos.
Esta sola tormenta mató a más personas que todos los demás 300 ciclones (al año 2006) que han golpeado los EE. UU. desde entonces juntos. El huracán de Galveston se recuerda como el desastre natural más devastador de la historia de los EE. UU.

### Ciudad de Nueva York
La tormenta, con un rápido desplazamiento, aún presentaba vientos de 105 km/h cuando llegó a la ciudad de Nueva York el 12 de septiembre de 1900. El New York Times reportó que caminar por la calle se hacía difícil, y atribuyó una muerte a la tormenta. Un poste de tránsito, arrancado por el viento, aplastó el cráneo de un hombre de 23 años, matándolo instantáneamente y dejando a otros dos inconscientes. Carteles y toldos de muchos edificios fueron arrancados y el techado de lona del cuartel de Bomberos voló literalmente.
A lo largo del murallón de Battery Park, el corazón histórico y más antiguo paseo costero de la ciudad, las olas y la marejada fueron las mayores registradas en la memoria reciente de pescadores y navegantes. Escombros y espuma eran lanzados por sobre el murallón dificultando los trabajos en el lugar. Algunas embarcaciones en el puerto de Nueva York eran desviadas por el viento, y la navegación en el río Hudson se veía dificultada por la marejada y las corrientes. En Brooklyn, el mencionado periódico daba noticias de árboles desarraigados, señales de tránsito y carteles que volaban por el viento, así como yates arrancados de amarras con daños graves. Debido a la dirección del viento, Coney Island escapó de la furia del ciclón con daños menores.

## Repercusiones

### Reconstrucción
A lo largo de la costa, los sobrevivientes establecieron refugios temporarios en tiendas de campaña excedentes del Ejército de EE. UU.. Eran tan numerosas que se les llamó la "ciudad blanca de la playa". Otros construyeron las llamadas casas de "madera de tormenta", usando el material rescatado de entre los escombros.
Winifred Bonfils, una joven que trabajaba para William Randolph Hearst, magnate de la prensa estadounidense, fue la primera periodista en el sitio de la inundación. Entregó una serie de reportes exclusivos y Hearst envió suministros de auxilio por tren.
Para el 12 de septiembre Galveston recibe la primera correspondencia luego de la tormenta. Al día siguiente, se restauraba el servicio de agua corriente y Western Union comenzó a proveer los servicios básicos de telegrafía. Al cabo de tres semanas luego del desastre, ya se había vuelto a embarcar algodón desde el puerto local.
Antes del huracán de 1900, Galveston era considerada una ciudad bella y prestigiosa. Se la conocía como la "Isla Ellis del Oeste" y la "Wall Street del Sudeste". No obstante, después de la tormenta, el desarrollo migró hacia el Norte, a Houston, que por entonces disfrutaba de los beneficios del boom petrolero. El dragado del Canal Marítimo de Houston en 1909 y 1914 dio por terminadas las esperanzas de Galveston de retornar a su anterior estado de centro comercial de importancia.

### Protección

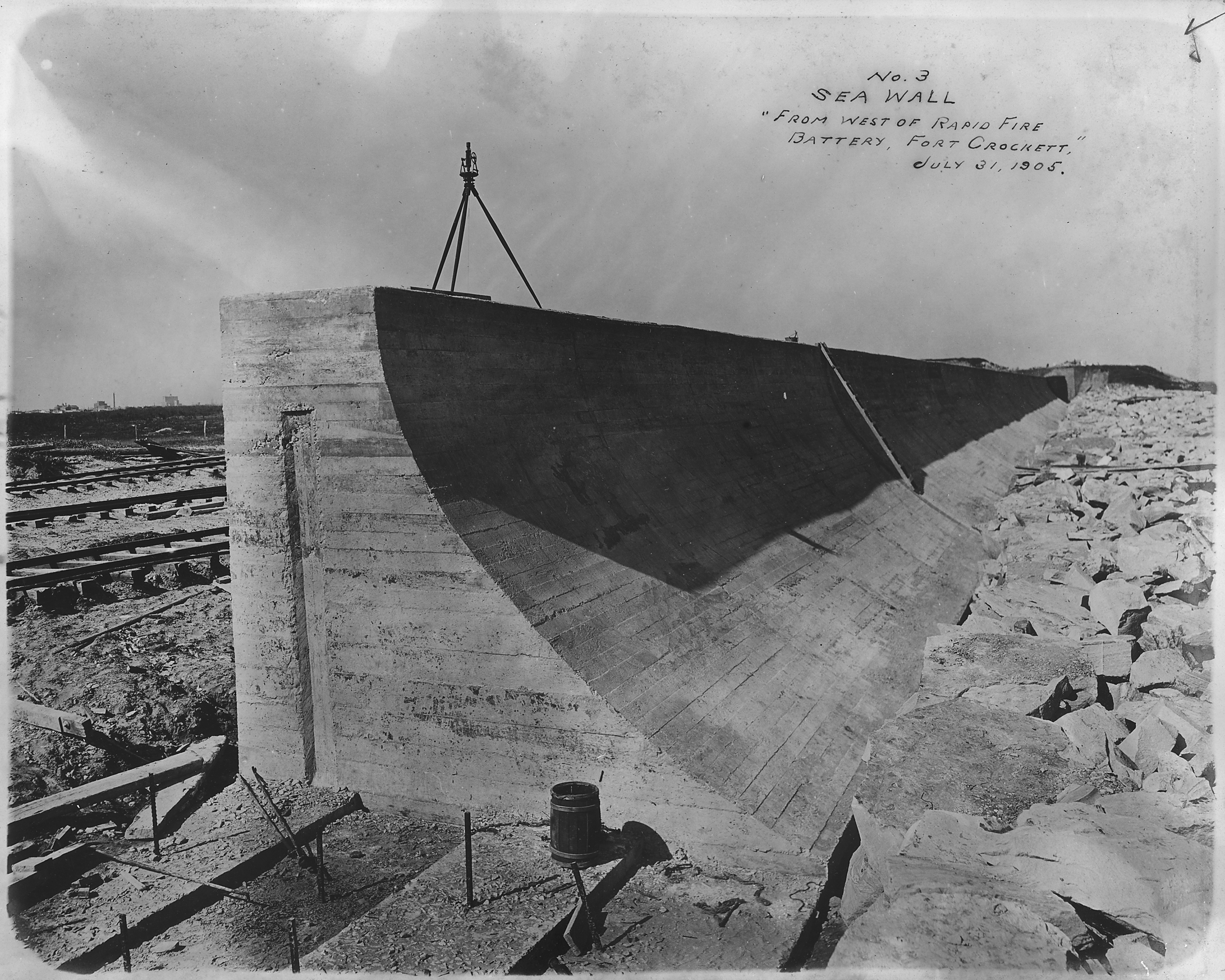
Rompoeolas en el distrito de Galveston.

Muchas mejoras se realizaron en la isla para impedir que futuras tormentas causaran la destrucción que dejó el huracán de 1900. Los primeros 4,8 km del rompeolas de Galveston de 5 m se comenzaron a construir en 1902 bajo la dirección de Henry Martyn Robert. Se construyó asimismo un puente hacia tierra firme para reemplazar los que la tormenta había destruido.
Se utilizó arena dragada para elevar la ciudad unos 5 m sobre su altitud original. En el proceso, se levantaron unos 2100 edificios, incluyendo la iglesia de San Patricio con sus 3.000 toneladas. El rompeolas y la elevación de la ciudad fueron considerados conjuntamente como un “hito de la ingeniería civil de la nación” (National Historical Civil Engineering Landmark) por la Sociedad Americana de Ingenieros Civiles en 2001.
En 1915, una tormenta de similar intensidad y trayectoria volvió a golpear Galveston. El huracán de 1915 trajo consigo una marejada de 4 m que puso a prueba el nuevo rompeolas. A pesar de que 53 personas perdieron la vida en la Isla de Galveston, fue ésta una significativa reducción frente a los miles que murieron en 1900.
El gobierno de la ciudad fue reorganizado mediante la creación de un concejo municipal, una nueva estructura que gobernaba a través de un pequeño grupo de concejales, cada uno responsable de un aspecto de la autoridad. Ello se debió a los temores de que el gobierno en ejercicio pudiera verse incapaz de manejar el problema de la reconstrucción.
Hoy Galveston es un puerto de importantes cruceros, dos universidades y una eminente corporación de seguros. Las casas y demás edificios que sobrevivieron al huracán de 1900 han sido preservadas y confieren a la ciudad un aire victoriano. El rompeolas, desde entonces extendido hasta los 16 km, es hoy una atracción en sí mismo y numerosas servicios turísticos se han levantado a lo largo del mismo, en un aparente desafío a las tormentas por venir.

## Cultura popular
Existe un film que documenta el daño causado por la tormenta. La película se considera la más antigua de un hecho de la vida real que haya sobrevivido hasta el presente. Fue filmada por un asistente de Thomas Alva Edison.